# 釜石大橋テレビ中継局
釜石大橋テレビ中継局（かまいしおおはしテレビちゅうけいきょく）は、岩手県釜石市に置かれていた地上アナログテレビ中継局。

## 所在地
- 釜石市甲子町字大橋（JR釜石線陸中大橋駅東方高地）

## 中継局概要
| 放送局名          | チャンネル | 空中線電力          | ERP                  | 放送対象地域 | 放送区域内世帯数 |
| NHK盛岡総合テレビ | 1ch        | 映像100mW /音声25mW | 映像660mW /音声165mW | 岩手県       | 約-世帯          |
| IBC岩手放送       | 3ch        | 映像100mW /音声25mW | 映像630mW /音声155mW | 岩手県       | 約-世帯          |
| NHK盛岡教育テレビ | 5ch        | 映像100mW /音声25mW | 映像590mW /音声145mW | 全国         | 約-世帯          |

## 放送エリア・補足
- 釜石中継局からの電波が届きにくい釜石市の旧釜石鉱山跡地地区をカバーしている。
- なお、在盛UHF民放局（TVIテレビ岩手・mit岩手めんこいテレビ・IAT岩手朝日テレビ）は当地に中継局を置いていない（繋テレビ中継局と置局状況が同じ）ため、釜石中継局などを受信する。
- デジタルテレビ放送については、置局予定がなく、2011年7月24日で廃局となる予定だったが、同年3月11日に発生した東北地方太平洋沖地震（東日本大震災）の影響により、アナログ波停波が2012年3月31日まで延期された。